# ながすぎ
株式会社ながすぎ（英称：Nagasugi Corporation ）は、福井県鯖江市に本社を置くスーパーマーケットの運営企業である。
展開するスーパーマーケットは「ハニー」であり、シジシージャパンに加盟している。グループ企業を通じ、「8番らーめん」、「焼肉屋さかい」「コメダ珈琲店」の店舗も複数展開している。

## 沿革
- 1917年3月 - 永杉政士が鯖江市田所町9-11に陸軍36連隊御用商人として酒販売店を開店。
- 1946年5月 - 永杉祐治が酒店を継ぎ鯖江市三六町に八百屋を開店。
- 1951年4月 - 有限会社永杉政士商店設立。代表取締役に永杉祐治が就任。
- 1961年6月 - 食料品店、酒、たばこのセルフサービス店舗開店「フードセンターながすぎ」。
- 1967年12月 - フードセンターながすぎが協同組合大幸チェーンに加盟スーパーながすぎに店名変更。
- 1970年10月 - 8番らーめんチェーンに加盟、鯖江市三六町にながすぎグループ1号店となる鯖江店開店（後に多店舗展開により移転）。
- 1972年2月 - スーパーながすぎが協同組合ハニーチェーンに加盟ハニー鯖江三六店に店名変更。
- 1987年3月 - スーパー事業部を株式会社ながすぎとして設立代表取締役に永杉宏之が就任。
- 1989年3月 - 飲食事業部を株式会社アモーレながすぎとして設立代表取締役に永杉祐治が就任有限会社永杉政士商店を不動産管理事業部とする。
- 1993年1月 - コンビニエンス事業部として有限会社あいながすぎ設立。
  - 4月 - 永杉宏之株式会社アモーレながすぎ代表取締役に就任。
- 1999年7月 - 焼肉屋さかい鯖江店開店（焼肉屋さかいチェーンに加盟）。
- 2004年10月 - 株式会社ながすぎが、株式会社いずもやの株式を100％取得し経営統合する。